# Crown Football Club
Maillots
Le Crown FC est un club nigérian basé de football à Ogbomoso.

## Histoire
Le club évolue une seule fois en première division, lors de la saison 2014, où il se classe 18e sur 20, avec un bilan de 11 victoires, 6 nuls et 21 défaites.